# 碱泉口水库
碱泉口水库是中国宁夏回族自治区中卫市海原县境内的一座水库，位于清水河上，建于1974年。水库正常库容为870万立方米，集雨面积为219平方千米，海拔为1887米。